# Csaba Szigeti
Csaba Szigeti – węgierski piosenkarz, pianista i kompozytor muzyczny, reprezentant Węgier w 40. Konkursie Piosenki Eurowizji w 1995 roku.

## Kariera
W wieku sześciu lat Csaba Szigeti zaczął uczyć się gry na fortepianie. Swój pierwszy zespół założył w czasach licealnych. W 1987 został członkiem grupy Blöff. Dwa lata później wyjechał do RFN, gdzie uczył się i pracował jako muzyk studyjny. 
W 1992 roku wrócił na Węgry i wziął udział w Táncdalfesztivál (pol. Festiwalu Piosenki Tanecznej) zorganizowanym przez Telewizję Węgierską (MTV) zdobył nagrodę specjalną za piosenkę „Hold ma éjjel”. Dwa lata później ponownie wystartował w konkursie, zaś w 1995 roku został wybrany wewnętrznie na reprezentanta Węgier w 40. Konkursie Piosenki Eurowizji z utworem „Új név egy régi ház falán”. 13 maja wystąpił w finale widowiska i zajął w nim przedostatnie, dwudzieste drugie miejsce po zdobyciu zaledwie trzech punktów od jurorów (tj. dwóch punktów z Rosji i jednego z Hiszpanii). 
W 2004 roku ukazała się jego debiutancka EP-ka zatytułowana Jégkirálynő. W latach 2004–2008 prowadził program rozrywkowy Kincses sziget w telewizji Hálózat.

## Dyskografia

### Minialbumy (EP)
- Jégkirálynő (2004)